# Тропин, Николай Александрович
Никола́й Алекса́ндрович Тропин (род. 29 мая 1963, Эстонская ССР) — советский и российский историк, археолог, доктор исторических наук, профессор Елецкого государственного университета им. И. А. Бунина (заведующий кафедрой российской истории и археологии), руководитель археологической экспедиции ЕГУ. Специалист в области изучения Юго-востока Древней Руси. Ученик историка-археолога, профессора ВГУ А. Д. Пряхина (1939—2018).

## Биография
Н. А. Тропин родился 29 мая 1963 года в Эстонии. В 1987 году окончил исторический факультет Воронежского государственного университета, после чего приехал в Липецк, где работал в одной из школ учителем географии.
С 1989 года преподаёт в Елецком государственном университете им. И. А. Бунина. В том же году организовал первые раскопки у с. Аргамач-Пальна, после чего археологические исследования стали проводиться Елецким университетом планомерно.
В 1996 году защитил кандидатскую диссертацию по теме «Елецкая земля в XII—XV вв.», которая в качестве монографии вышла в 1999. Присвоено учёное звание доцента в 1998, с этого же года заведует кафедрой.
В 2007 году защитил докторскую диссертацию по теме «Южные территории Чернигово-Рязанского порубежья в XII—XV вв.», в основу которой легла одноимённая монография, вышедшая в 2006 году.

## Почётные звания и награды
- Лауреат премии молодых учёных Липецкой области (1999).
- Почётный работник высшего профессионального образования РФ (2012).

## Основные публикации
- Тропин  Н. А. Елецкая земля в XII—XV вв. : монография / Елец. гос. пед. ин-т, Воронеж. гос. ун-т. — Елец: ЕГПИ, 1999. — 147 с. — ISBN 5-900130-64-9.
- Глазьев В. Н., Новосельцев А. В., Тропин  Н. А. Российская крепость на южных рубежах: Документы о строительстве Ельца, заселении города и окрестностей в 1592—1594 годах : монография / Предисл. А. Д. Пряхина. — Елец: ЕГУ им. И. А. Бунина, 2001. — 276 с.
- Тропин  Н. А. Сельские поселения XII—XV веков южных территорий Рязанской земли : монография / Науч. ред. А. Д. ПряхинРец.: В. П. Даркевич, А. В. Чернецов, С. З. Чернов. — Воронеж: Изд-во ВГУ, 2004. — 264 с. — 500 экз. — ISBN 5-9273-0717-5.
- Тропин  Н. А. Южные территории Чернигово-Рязанского порубежья в XII—XV вв. : монография. — Елец: ЕГУ им. И. А. Бунина, 2006. — 368 с.
- Тропин  Н. А. Губернский город Орел середины XIX века взглядом полицмейстера : монография. — Воронеж: Научная книга, 2015. — 91 с. (Рецензия)
- Тропин  Н. А., Ляпин Д. А. Н. А. Ридингер — елецкий полицмейстер и краевед (1862—1867). — Елец: ЕГУ им. И. А. Бунина, 2015. — 184 с. (Рецензия)
- Тропин  Н. А. На Юго-востоке Руси: Чернигово-Рязанское порубежье в IX—XV веках : учебное пособие / Рец.: Д. А. Ляпин, А. Д. Пряхин(†). — Елец: ЕГУ им. И. А. Бунина, 2019. — 160 с. — ISBN 978-5-00151-041-3.

## Избранные статьи
- Тропин Н. А., Андреев С. И. Юго-восточная окраина Руси: этнокультурное единство и региональные особенности // Вестник Тамбовского университета. Сер.: Гуманитарные науки. — 2013. — Вып. 2 (118). — С. 243—246.
- Тропин Н. А. Николай Александрович Ридингер: полицмейстер и исследователь Орловского края. По материалам Государственного архива Орловской области // Вестник архивиста. — 2017. — № 2. — С. 169—184.